# راشیتسا (صربستان)
راشیتسا (به صربی: Rašica) یک منطقهٔ مسکونی در صربستان است که در بلاتسه واقع شده‌است. راشیتسا ۱۸۳ نفر جمعیت دارد.